# Dolenje Jezero
Dolenje Jezero – wieś w Słowenii, w gminie Cerknica. W 2018 roku liczyła 238 mieszkańców.